# Ormika av Hejnum
Ormika av Hejnum var en gutnisk  farman som enligt Gutasagan emottog Olav den helige då denne angjorde Gotland år 1029. Ormika gav Olav tolv vädurar som vängåva och fick i gengäld två dryckesskålar och en bredyxa. Ormika var, till skillnad från många av sina gutniska landsmän, redan kristen, men lät sig nu omvändas till Olav den heliges västligt orienterade kristendom.
Ormika nämns även på runbrynet från Timans i Roma socken där det berättas att han tillsammans med en annan gute vid namn Ulvat skall ha besökt Island, England, Grekland och Särkland. Eftersom namnet Ormika i övrigt endast förekommer i Gutasagan, anses denne Ormika vara identisk med den Ormika som nämns där.
Etymologin för namnet Ormika är osäker. Det förekommer ingen annastans än på Gotland. Slutleden skulle kunna ha samband med en gotisk dimunitivändelse "-ika", varvid namnet uttyds "Lilla ormen".